# Henrik Pontoppidan
(Motivazione del Premio Nobel)
Henrik Pontoppidan (Fredericia, 24 luglio 1857 – Ordrup, 21 agosto 1943) è stato uno scrittore danese.
Insieme a Jens Peter Jacobsen è l'esponente più rappresentativo della narrativa naturalista in Danimarca. Con Karl Gjellerup ricevette ex aequo il Premio Nobel per la letteratura nel 1917.
Pontoppidan è insieme lo storico ed il critico del lascito culturale di Georg Brandes, raccogliendo nella propria opera spunti ideologici e influenze di diversa provenienza.
Dalle sue opere risulta un quadro assai penetrante del mondo del suo tempo, che dipinge con appassionata indignazione e, soprattutto negli ultimi libri, con una forte e amara vena satirica.

## Opere
- Ali tagliate (1881)
- La terra promessa (ciclo di romanzi, 1891-1895)
- Pietro il fortunato (ciclo di romanzi, 1898-1904)
- Hans im Glück (romanzo, 1898–1904)
- Il regno dei morti (ciclo di romanzi, 1912-1916)